# لينا شتيرن
لينا سولومونوفنا ستيرن (أو شترن ؛ (بالروسية: Лина Соломоновна Штерн)‏؛ 26 أغسطس 1878-7 مارس 1968) عالمة كيمياء حيوية وعالمة فيزيولوجيا وإنسانية سوفيتية أنقذت اكتشافاتها الطبية آلاف الأرواح على جبهات الحرب العالمية الثانية. اشتهرت بعملها الرائد في مجال الحاجز الدموي الدماغي، والذي وصفته عام 1921.

## وصلات خارجية
- "شتيرن، لينا سولومونوفنا" يعقوب روعي. موسوعة ييفو لليهود في أوروبا الشرقية .
- نجمة تسمى لينا بواسطة إيرينا لوكيانوفا (مجلة فيستنيك) باللغة الروسية
- سنوات صعبة لينا ستيرن بواسطة VB Malkin (russcience) باللغة الروسية
- أول امرأة أكاديمية بواسطة NA Grigoryan (russcience) باللغة الروسية
- لينا سولومونوفنا ستيرن (1878-1968) بواسطة RA Chaurina (nature.web.ru) باللغة الروسية